# Jumbo Love
Jumbo Love est une voie d'escalade sportive à Clark Mountain en Californie. Elle a été gravie pour la première fois le 11 septembre 2008 par le grimpeur américain Chris Sharma, qui a proposé une cotation de 5.15b, soit 9b en cotation française. C'est la quatrième voie annoncée  à ce niveau, après les controversées Akira (répétée seulement en 2020 et proposée finalement à 9a) et Chilam Balam (répétée en 2011 et proposée à 9a+/b), ainsi que Alí-Hulk sit start extension (répétée en 2021 et proposée à 9a+/b).
La voie est exceptionnellement longue, 80 m de long et 60 m de haut, dans un dévers à 40° de moyenne, et son ouvreur, Randy Leavitt, comptait initialement la séparer en 3 sections. La voie peut se décomposer en une première section légèrement déversante de 18 m en 5.12d (7b), une deuxième section de 30 m en fort dévers en 5.14c (8c+), qui se termine par le crux de la voie, et une dernière section moins déversante en 5.13c/d (8a+/8b).
Chris Sharma a réussi la voie après plus de 100 essais répartis sur un an et demi. Les tentatives et la réussite ont été filmées et sont dans le film Progression de Josh Lowell (BigUp Productions).
La voie avait été essayée en 2007 par Sharma, Ethan Pringle (en) et Chris Lindner. Ethan Pringle, après avoir travaillé la voie en 2012 et 2014, réussit la première répétition le 17 mai 2015. La seconde répétition est réalisée par l'américain Jonathan Siegrist, le 19 mai 2018.
La voie est enchaînée une quatrième fois à l'automne 2022 par Seb Bouin.
Seb Bouin a ensuite enchaîné une semaine plus tard une variante avec un départ plus direct. ll baptise cette variante "Supreme Jumbo Love" et la cote 9b+/5.15c, ce qui en fait actuellement (mai 2023) la voie la plus dure des États-Unis.

### Videos
- The Impossible Climb: Chris Sharma, National Geographic
- Ethan Pringle attempting Jumbo Love 5.15 sur Youtube
- Ethan Pringle pulls back on after falling on the classic and unrepeated Chris Sharma line Jumbo Love (5.15b) at Clark Mountain, California